# Ringworld
Ringworld je znanstvenofantastični roman ameriškega pisatelja Larryja Nivena, ki je izšel leta 1970 pri newyorški založbi Ballantine Books.
Zgodba govori o odpravi na naslovno strukturo, orjaški obroč okrog zvezde, ki ga je zgradila davno izginula tehnološko napredna civilizacija. Dogajanje je postavljeno v isto vesolje kot velik del Nivenovih zgodb, s katerimi tvori niz t. i. zgodb o znanem vesolju (Tales of Known Space).

## Vsebina
Louis Gridley Wu na Zemlji leta 2850 praznuje 200. rojstni dan. Kljub starosti je fizično v vrhunski formi zaradi jemanja učinkovine, ki podaljša življenje (boosterspice). V stik z njim stopi Nessus, pripadnik rase Piersonovih lutkarjev (Pierson's Puppeteers), in mu ponudi skrivnostno nalogo, ki jo Louis iz radovednosti sprejme. Pridružita se jima diplomat raze Kzintijev, Govorec živalim (Speaker-to-Animals, krajše Speaker oz. Govorec) in človeška mladenka Teela Brown.
Na lutkarjevem matičnem planetu jim povedo, da je cilj odprave raziskati Obroč, orjaško umetno strukturo, ki obdaja Soncu podobno zvezdo na razdalji, približno enaki oddaljenosti Zemlje od Sonca. Na naseljivi, ploščati notranji strani, široki milijon milj, je atmosfera, primerna za človeka, dnevno-nočni cikel pa zagotavlja notranji obroč kvadrov za senčenje, ki jih povezujejo neverjetno močne žice. Ekipa mora raziskati to strukturo in presoditi, ali predstavlja tveganje lutkarjem. Za nagrado jim obljubijo ladjo, s katero so prišli in je mnogo hitrejša od katerekoli vesoljske ladje, ki so jo kdaj razvili ljudje ali Kzintiji.
Z ladjo, ki jo poimenujejo Lažniva baraba (Lying Bastard, kot izraz njihovega nezaupanja do lutkarjev), se približajo Obroču, kjer jih zadene avtomatizirani obrambni sistem pred meteoroidi in jim uniči motorje. Plovilo trči v žico, ki povezuje senčne kvadre, in strmoglavi v bližini velikanske gore, Božje pesti (Fist-of-God) na notranji strani Obroča. Napad je uničil fuzijski pogon, zato se ne morejo več izstreliti v vesolje, kjer bi lahko uporabili hiperpogon za vrnitev domov. Zato se odpravijo poiskat način, kako spraviti Lažnivo barabo z Obroča.
Z letečimi motocikli poskušajo doseči dvignjen rob Obroča, kar bi zaradi ogromne velikosti trajalo več mesecev. Teela sčasoma zaradi monotonosti zapade v trans, podoben avtocestni hipnozi, zato se odločijo za pristanek. Na tleh odkrijejo primitivne človeške domorodce, ki živijo v ruševninah nekoč razvitega mesta in mislijo, da je druščina del inženirjev, ki so zgradili Obroč, in jih častijo kot bogove. Ko pa druščina nenamerno užali njihova verska čustva z »bogokletno« uporabo tehnike, jih domačini napadejo, zato odidejo dalje. Med potjo Nessus razkrije, da so lutkarji skrivoma izvajali evgeniko na obeh rasah: Kzintije so vzrejali za manjšo agresivnost, pri ljudeh pa so poskušali selekcionirati srečo z manipuliranjem loterije za razmnoževanje. Vsi Teelini predniki zadnjih šest generacij so ljudje, ki so zmagali na loteriji. Govorec ob tem pobesni, zato mu Nessus uide in jim odtlej sledi na varni razdalji.
Nad ruševinami drugega mesta najdejo lebdečo zgradbo, v njej pa zemljevid Obroča in videoposnetke njegove nekdanje civilizacije. Kasneje naletijo na orjaški vihar, ki ga povzroča zrak, ki uhaja skozi luknjo v tleh. V viharju izgubijo Teelo. Medtem ko jo Louis in Govorec iščeta, pa njuni prevozni sredstvi ujame samodejna policijska past za lov na prometne prekrškarje. Ostaneta ujeta v kleti opuščene lebdeče policijske postaje, zato Nessus vstopi skozi vhod, da bi ju osvobodil. V postaji srečajo Halrloprillalar Hotrufan (»Prill«), nekdanjo članico posadke trgovske ladje, ki je potovala med Obročem in ostalimi naseljenimi svetovi. Ob zadnji vrnitvi so odkrili, da je civilizacija na njem propadla. Uspeli so priti do Obroča, vendar jih je večina pomrla, ko je odpovedala naprava, ki omogoča prehod skozi tla. Louis iz njene pripovedi razbere, da je ena od trgovskih ladij na Obroč prinesla plesen, ki razgrajuje superprevodnike, ki so nujni za delovanje sistemov na njej, to pa je povzročilo propad.
Čez nekaj časa pride še Teela v spremstvu svojega novega ljubimca, domorodnega »heroja« po imenu Iskalec (Seeker), ki jo je rešil. Louis s pomočjo starodavnega zemljevida sestavi načrt za odhod, Teela pa se odloči ostati z Iskalcem. Louis je bil prej skeptičen do zamisli vzreje za srečo, zdaj pa se sprašuje, če ni celotne odprave povzročila Teelina sreča, da jo je pripeljala do prave ljubezni in ji pomagala odrasti. Za odhod namerava uporabiti goro Božjo pest: ker je ni našel na zemljevidu, sklepa, da jo je povzročil trk meteoroida z zunanje strani, ki je potisnil steno od znotraj in jo prebil. Zato morajo le priti do luknje na vrhu, ki sega nad atmosfero. Z lebdečo policijsko postajo poberejo konec žice, ki so jo pretrgali ob strmoglavljenju, in odpotujejo do svoje ladje, Louis pa nato priveže ladjo na postajo in jo odvleče proti vrhu. Vrtenje Obroča je dovolj hitro, da lahko po spustu skozi luknjo prižgejo hiperpogon in se vrnejo domov.
Na koncu Louis in Govorec razpravljata o vrnitvi na Obroč.

## Odziv in nadaljevanja
Niven je zgodbo le s težavo prodal. Izšla je le v manj ugledni izdaji z mehkimi platnicami, v serijski obliki pa je ni želela objaviti nobena revija. Kmalu po izidu se je izkazala za uspešnico; leta 1970 je avtor za roman prejel nagrado nebula, na podelitvi naslednje leto pa še nagradi hugo in locus.
Nivenov koncept prstanastega sveta je navdihnil podžanr znanstvene fantastike, ki se ukvarja s tovrstnimi megastrukturami, ljubkovalno poimenovanimi »veliki neumni predmeti« (big dumb objects). V osnovi gre za izvedenko Dysonove sfere, ki se vrti okrog zvezde, da s centrifugalno silo nadomesti težnost. Ker bi celotna Dysonova sfera na ta način zagotavljala centrifugalno silo le na ekvatorju, je Niven vzel milijon milj širok izrez okoli ekvatorja za svoj svet. Ob polmeru ene astronomske enote bi to predstavljalo naseljivo površino nekaj milijonov Zemelj na notranji strani.
Kmalu je vzniknila živahna skupnost oboževalcev, ki je razčlenila ta njegov svet in izpostavila vrsto napak v zasnovi: poleg skoraj nemogoče trdnega materiala, ki bi za zagotavljanje togosti strukture moral izkoriščati močno jedrsko silo, je bil glavni pomislek, da je obroč okoli zvezde gravitacijsko nestabilen – vsaka motnja bi ga pahnila iz središča, zaradi česar bi slej ko prej trčil v zvezdo. To je spodbudilo pisatelja, da je leta 1979 izdal nadaljevanje The Ringworld Engineers, v katerem dopolni opis z reaktivnimi motorji za popravljanje položaja (hkrati služijo tudi za zaplet). Dodatni dve nadaljevanji, The Ringworld Throne (1996) in Ringworld's Children (2004) ob osnovni zgodbi raziskujeta problem gradnje take strukture.
Kmalu po Ringworldu so tudi drugi pisatelji uporabili velike neumne predmete kot dogajalni prostor, med njimi Bob Shaw, ki v romanu Orbitsville opisuje popolno Dysonovo sfero, manjši objekt pa je predpostavil denimo Arthur C. Clarke v svojem romanu Rendezvous with Rama. Zato in ker je bil sposoben navdihniti tako kreativnost pri oboževalcih, velja Ringworld za enega mejnikov »trde« znanstvene fantastike. Roman lahko razumemo tudi kot izraz avtorjevega optimističnega odnosa do tehnike (tehnofilije), nepojmljivo velik in priložnosti poln svet v njem pa kot libertarni ideal.